# M551 Sheridan
M551 Sheridan je bilo oklopno zračno-desantno vozilo razvijeno u SAD-u. Nazvano je prema generalu Philipu Sheridanu. Dizajnirano je kako bi imalo i zračno-desantne i plovne sposobnosti. Naoružan je s MGM-51 Shillelagh topničkim raketnim sustavom.

## Ideja
Već je početkom pedesetih godina prošlog stoljeća bilo jasno da je vrijeme pregazilo američki laki tenk M24 Chaffee čija je serijska proizvodnja počela u ožujku 1944. Ta je činjenica postala bolno očita u Korejskom ratu gdje su sjevernokorejski i kineski tenkovi T-34 bez problema uništavali Chaffeeje. Jedini američki tenk koji se u tom trenutku uspješno mogao suprotstaviti "tridesetčetvorkama" bio je M26 Pershing. Pershing je imao dovoljno debeli oklop da bi se mogao nositi s 85 mm topom T-34, a i sam je imao učinkovit top od 90 mm. Jak oklop i veliki top neizbježno su donijeli i veliku masu od 42 tone. To je ipak bila prevelika masa za tadašnje desantne čamce, a istodobno su se postrojbe raspoređene u Koreji bunile da je masa Pershinga ponekad prevelika za tamošnje slabe prometnice, posebice mostove. Razvoj nasljednika Pershinga započeo je još 1947. pod oznakom T37. Novi je tenk trebao zadržati (relativno) malu masu ali dobiti moćni top kojim bi mogao uništavati sovjetske T-34. Tijekom 1949. projekt je djelomično promijenjen te je dobio oznaku M41, a naknadno i ime Walker Bulldog. Razvoj novog američkog lakog tenka ponešto se odužio jer su ga projektanti u zadnji tren, na osnovu iskustava iz Koreje, morali doraditi. Serijska proizvodnja M41 počela je 1951. a već do 1953. zamijenio je sve M24. U odnosu na M24 M41 je imao veću paljbenu moć i prihvatljivu masu od 23,5 tone. U operativnu je uporabu ušao prekasno da bi se rabio u Korejskom ratu, ali je zato u velikom broju predan vojsci Južnog Vijetnama. Vijetnamski je rat bio najsvjetliji trenutak Bulldogove "karijere". Mala masa omogućili su mu kretanje i po mekanijim terenima, a top od 76 mm imao je dovoljno ubojite moći uništiti sjevernovijetnamske T-54.
Još dok je M41 ulazio u serijsku proizvodnju počela je potraga za njegovim nasljednikom. Novi laki tenk morao je imati moćnije oružje i manju masu (oko 17 tona). Novi je tenk dobio radnu oznaku T92. Razvoj T92 je tekao bez većih poteškoća i vjerojatno bi ušao u operativnu uporabu da se početkom 1957. nije pojavio sovjetski laki tenk PT-76. Revolucionarna novost koju je PT-76 donio bila je mogućnost plovidbe. Američki Kongres je odmah zatražio da istu sposobnost dobije i T92. Kad je postalo jasno da to nije moguće, Kongres je zaustavio financiranje njegovog razvoja.

## Početak razvoja
Prestankom razvoja T92 tenka, američka vojska, a posebno zračno-desantne snage, ostale su bez budućeg lakog tenka sposobnog za zadaće borbenog izviđanja, a koje će osim male mase imati veliku pokretljivost i paljbenu moć na razini tadašnjih najsuvremenijih tenkova. Novo je vozilo trebalo imati dovoljno malu masu da se može spuštati padobranima i, po ugledu na PT-76, mogućnost plovidbe. Zbog toga je u kolovozu 1959. objavljen zahtjev za novim oklopnim vozilom koje će imati najnaprednije borbene mogućnosti u odnosu na borbena vozila iste namjene i veličine. Iza toga se skrivala želja za razvojem lakog oklopnog izvidničkog vozila s nadmoćnom paljbenom moći. U lipnju iduće godine tvrtka Allison Division of General Motors dobila je ugovor za razvoj novog borbenog vozila nazvanog Armored Reconnaissance Airborne Assault Vehicle (ARAAV). Na taj je način izbjegnuta riječ tenk što je značilo da se od novog vozila ne očekuje da će u svim pogledima imati odlike klasičnog tenka. Prvi od jedanaest prototipova, označenih kao XM551, dovršen je 1962.
U samom početku javio se problem kako u vozilo, čija masa nije smjela biti veća od 17 tona, ugraditi top čija će ubojita moć biti na razini tadašnjih tenkovskih topova kalibra 105 mm. Kao rješenje ponuđen je top/lanser projektila M81 kalibra 152 mm. Isti će se top kasnije ugrađivati i u tenk M60A2, a njegova poboljšana inačica i u eksperimentalni tenk MBT 70. M81 je imao veliki kalibar ali vrlo kratku cijev te je granate ispaljivao vrlo malom početnom brzinom, nedovoljnom za ozbiljniju borbu protiv tenkova. Zbog toga je paralelno s njim razvijan i protuoklopni vođeni projektil Shillelagh. U početku razvoja činilo se da Shillelagh nikada neće ući u operativnu uporabu te je američka vojska i službeno potvrdila da će nastaviti s razvojem Sheridana bez obzira hoće li ga opremiti vođenim protutenkovskim projektilom ili ne.
Tijekom 1965. vojski je isporučen dvanaesti prototip, koji je zapravo bio predserijski primjerak namijenjen završnom testiranju. Kako u tom trenutku američka vojska nije imala mogućnost izbora, unatoč svim nedostacima, odobren je početak serijske proizvodnje. Prvi serijski M551 Sheridan dovršen je 29. lipnja 1966. Zanimljivo je da je uz sve uočene nedostatke, naročito topa M81, do 1970. proizvedeno čak 1662 Sheridana.

## Rat u Vijetnamu
Uvođenje M551 u operativnu uporabu nije teklo glatko. Štoviše, u samom vrhu američke kopnene vojske stvorio se lobi koji je tražio ili da se Sheridani nikad ne uvedu u operativnu uporabu ili da se to obavi vrlo sporo i u ograničenim količinama. Ovisno o mjestu uporabe razlikovale su se i pritužbe. Postrojbe opremljene Sheridanima i razmještene u Europi zahtijevale su suvremeniji sustav za usmjeravanje paljbe s ugrađenim laserskim daljinomjerom. Postrojbe koje su rabile Sheridane u Vijetnamu nisu htjele rabiti Shillelaghne. Zato su svi M551 poslani u taj rat bili bez opreme za vođenje Shillelanghna. Uz to skupio se velik broj prigovora na pogonski sustav, stabilizaciju topa, pokretanje kupole i slično. Zbog toga je formiran posebni tim stručnjaka koji su "u hodu" rješavali sve prigovore i unosili potrebna poboljšanja u tenkove koji su bili na proizvodnoj traci. Tako ne čudi da je krajem 1968. kružila šala da je Cleveland najbolje branjeni grad u Sjedinjenim Američkim Državama jer je na parkiralištu tamošnje tvornice oklopnih vozila, na vrelom suncu, na isporuku čekalo više od 1500 Sheridana.
Unatoč brojnim nedostacima, koji su se uklanjali u hodu, Sheridani su 1969. poslani u Vijetnamski rat. Ideja je bila iskoristiti njihovu malu masu i mogućnost plovidbe u izvidničkim zadaćama ali i kao paljbena potpora pješačkim snagama u borbama u džungli. U izvidničkim postrojbama Sheridani su u Vijetnamu zamijenili znatno veće i nepokretnije tenkove M48 Patton, a koji su predani južnovijetnamskoj vojsci. Izvještaji davani medijima veličali su Sheridanove borbene sposobnosti, dok su službena izvješća za viša zapovjedništvima uglavnom bila negativna. Između brojnih nedostataka najveći je bio vrlo niska razina oklopne zaštite. Naime, Sheridan svoju posadu nije štitio ni od mina (ne samo protutenkovskih) niti od kumulativnih projektila RPG-ova. I dok bi pogodak RPG-a u većini slučajeva samo oštetio M-48, gotovo svaki pogodak u Sheridana značio bi i gubitak njegove posade. Aluminijski oklop tijela, za razliku od čelične kupole, nije štitio posadu ni od pancirnih streljiva. Pancirna zrna teških strojnica (14,5 mm) probijala su Sheridanov aluminij i s većih udaljenosti, dok su pancirna zrna automatskih pušaka (7,62 mm) to uspijevala s manjih udaljenosti (od 100 metara na manje). U uvjetima ratovanja u Vijetnamu, gdje su zasjede bile svakodnevnica, to je značilo da su posade Sheridana bile jako slabo zaštićene.
Kao posebno loše pokazalo se da je gotovo nakon svakog pogotka RPG-a kumulativni mlaz, koji je prodro u unutrašnjost vozila, zahvatio streljivo kalibra 125 mm. Top M81 imao je, za razliku od haubica istog kalibra, jednodjelno streljivo ali koje nije imalo čeličnu košuljicu za barutno punjenje kao kod topa, već mekanu (izgarajuća komora) kao kod haubice. Zapravo je, konstrukcijski gledano, M81 više bio haubica ili (zbog kratke cijevi i velikog kalibra) merzer nego tenkovski top. Posade su uvježbavane da ako bi se tijekom punjenja topa granata razdvojila (bojna glava od barutnog punjenja) ona se nije smjela ubaciti u ležište. Iako je u unutrašnjosti kupole napravljeno posebno spremište (srebrno obojana vreća) za odlaganje barutnih punjenja takvih granata, tijekom bitke posada često nije imala vremena spremati ih u njega. Umjesto toga jednostavno bi neuporabljive granate bacila na pod vozila. Problem bi nastao kad bi mina probila podnicu vozila. Užareni bi geleri pogodili odbačeno barutno punjenje koje bi se aktiviralo. Eksplozija koja bi pritom nastala redovito bi pobila posadu. Slično bi se dogodilo i pri pogotku kumulativne bojne glave RPG-a. Tada bi užareni kumulativni mlaz, pri svojem širenju kroz unutrašnjost vozila, prvo zapalio odbačeno barutno punjenje. Iako su tijekom obuke posade Sheridana prolazile i tzv. SOP (Standing Operating Procedure) koja je obuhvaćala i brzo napuštanje vozila nekontrolirana eksplozija barutnog punjenja u tome bi ih uvijek spriječila. Jedinu šansu za dovoljno brzo napuštanje vozila imao bi zapovjednik ako bi sjedio na kupoli tenka ili virio iz nje. Kasnije su i punitelji tijekom vožnje često (protivno pravilima) otvarali poklopce na kupoli kako bi što prije mogli napustiti vozilo.
Pokazali su Sheridani i neke dobre odlike u Vijetnamu. Tako su, zahvaljujući svojoj maloj masi, jako rijetko zaglavili u blatu, za razliku od tenkova M48 koji su zbog svojih 49 tona često ostajali u vijetnamskom blatu. Uz to Sheridani su, u odnosu na Pattone, znatno rjeđe imali problema sa smicanjem gusjenica i općenito imali znatno bolju pokretljivost. I top M81 se pokazao kao učinkovito oružje na malim udaljenostima, posebice tijekom uništavanja neprijateljske žive sile. Posebno omiljena granata bila je "canister" kasetna granata (svojevrsni šrapnel s kertečnim djelovanjem) koju su punili s nekoliko tisuća malih strelica dužine od tri do pet centimetra. Tijekom aktiviranja granate te bi se strelice razletjele u svim smjerovima i "očistile" područje od nekoliko desetaka kvadratnih metara jer je teoretski (a i u praksi) bio dovoljan jedan pogodak strelice da onesposobi vojnika.
U odnosu na M84 Sheridan je imao još jedan nedostatak - vrlo malu brzinu paljbe. U slučaju "mad minute" (šezdeset sekundi neprekinute brze paljbe), koja se najčešće rabila kao intenzivna paljbena potpora pješačkih snaga koje su se našle u okruženju brojnijeg neprijatelja, posade Pattona mogle su ispaliti do sedamnaest granata kalibra 90 mm. Za isto vrijeme posade Sheridana mogle su ispaliti najviše dvije granate od 125 mm i to na neusporedivo kraću udaljenost. Do razlike je došlo jer su punitelji na Pattonima morali u ležišta ubacivati klasične jednodjelne topovske granate. S druge strane punitelji na Sheridanima morali su se nositi prije opisanim granatama. Osim što su bile sklone raspadanju, te su granate i bile poprilično teške te su se punitelji brzo umarali. Uz to između svakog opaljenja iz M81 cijev se prvo morala postaviti pod određeni kut kako bi punitelj uopće mogao ubaciti granatu. Na brzinu paljbe utjecao je i poluautomatski zatvarač koji se sam otvarao nakon što je granata izletjela iz cijevi, te bi se sam zatvorio nakon što bi punitelj ubacio novu. Cijela je ta procedura trajala jako sporo.
U prilog Sheridanu išla je činjenica da je njegova granata od 152 mm, kad bi se jednom ispalila, imala znatno veću ubojnu moć od granate kalibra 90 mm. Zbog toga su Sheridane više cijenili u pješaštvu nego njihove posade. Posebno su se dobro pokazali u kombinaciji s oklopnim transporterima M113. Ta su dva vozila imala brojne sličnosti te su se u borbi dobro nadopunjavali. Borbena masa M113 je 12 tona te je u Vijetnamu imao istu pokretljivost kao i Sheridan. Tako su oba vozila mogla preći preko terena na kojem bi Pattoni sigurno zaglavili. Uz to i M113 je imao aluminijsko tijelo koje je jednako loše štitilo posadu i pješački desant kao i oklop Sheridana. Jedini problem je bio što su Sheridani nosili samo 28 granata kalibra 152 mm, što je često bilo premalo. Dobra je strana što je koaksijalno s topom svaki Sheridan imao postavljenu strojnicu M73/M219 (kasnije M240C) od 7,62 mm (s 3000 metaka). Uz to na kupoli je bila postavljena teška strojnica M2HB kalibra 12,7 mm (s 1000 metaka). Ovim je oružjem upravljao zapovjednik vozila. U krajnjoj potrebi, što je u Vijetnamskom ratu bilo često, i ove dvije strojnice su davale solidnu paljbenu potporu.
Gubici Sheridana u Vijetnamu ponajviše su ovisili o načinu primjene. Dok bi se rabio kao izvidničko vozilo ili kao potpora M113, gubici su bili prihvatljivi. Pritom je najviše vozila izgubljeno zbog mina i nešto manje zbog RPG-a. Ali svaki put kad bi ga rabili kao glavno borbeno vozilo, gubici bi se drastično povećavali. Najveći su gubici zabilježeni u svibnju 1970. kad je američka vojska pokrenula ofenzivu na Kambodžu kako bi prekinula linije opskrbe sjevernovijetnamske vojske. Pritom su Sheridani 11 (Blackhorse) Armored Cavalry Regimente ubačeni u sam vrhunac borbe te su pretrpjeli goleme gubitke. Drugi put Sheridani su "nastradali" tijekom zadnje američke ofenzive u Vijetnamu - Lam Son 719/Dewey Canyon II. Pritom je Prvi eskadron Prve oklopno-izvidničke pukovnije (1st Cavalry Regiment) opremljen Sheridanima naletio na postrojbu sjevernovijetnamske vojske opremljenu RPG-ima. Rezultat je bio uništenje gotovo cijelog eskadrona.
Tijekom rata u Vijetnamu posade su same pronalazile načine kako povećati razinu oklopne zaštite postavljanjem dodatnih metalnih ploča. Iz toga je na kraju proizašao tzv. ACAV set, dodatni oklop koji se sastojao od velikih metalnih ploča koje su se postavljale oko teške strojnice smještene na kupoli. Ove su ploče omogućavale stanovitu zaštitu zapovjednika tijekom motrenja i pucanja iz strojnice. Na podnicu vozila dodane su čelične ploče. Kako je tijelo Sheridana napravljeno od aluminija, čelične ploče nisu mogli zavariti već su ih pričvrstili zakovicama. Čelične su ploče pokrivale prednji i srednji dio podnice, djelomično zato da bi se uštedjelo na masi, a i zbog toga da bi se, barem teoretski, ostavila mogućnost plovidbe.
Zapravo su amfibijske sposobnosti Sheridana priča za sebe. Iako je razvijen baš zbog toga da, po uzoru na PT-76, može ploviti praktički je nemoguće naći fotografije Sheridana u vodi. Iako se u službenim podacima navodi da je Sheridan mogao ploviti brzinom od 5,8 km/h prava je istina da ta sposobnost nikada nije iskorištena u borbama. Naime, Sheridani su možda i mogli ploviti po nekom mirnom jezeru ali plovidba po velikim i snažnim (brzim) vijetnamskim vodama nije dolazila u obzir jer vozilo nije imalo dovoljno snage suprotstaviti se matici rijeke.

## Povlačenje iz uporabe
Povlačenje Sheridana iz operativne uporabe započelo već 1978., unatoč činjenici da u to vrijeme američka kopnena vojska nije imala pravu zamjenu. Jedina postrojba koja ga je zadržala u naoružanju (do 1996.) bila je 82 Airborne Division (82. zračnodesantna divizija). Jedini razlog zašto je 82. divizija zadržala Sheridane bila je mogućnost njihovog spuštanja na zemlju padobranima. Kako je Sheridan ipak mogao pružati barem nekakvu paljbenu potporu pješaštvu, i kako u tom trenutku na raspolaganju nisu imali niti jedno drugo slično borbeno vozilo, 82. divizija se pomirila sa svim njegovim nedostacima. Naknadno su svi Sheridani 82. divizije podignuti na M551A1 standard koji je obuhvatio ugradnju naprednijih ciljničkih i motrilačkih sustava. U prvoj fazi modernizacije svi su M551A1 dobili AN/VVG-1 laserske daljinomjere. Nakon toga razvijena je inačica M551A1 TTS (Tank Termal Sight) koju su opremili AN/VSG-2B termovizijom, istom koja se rabila na tenkovima M60A3. Nakon što su svi M551A1 opremljeni TTS sustavom ta je kratica ukinuta kao oznaka vozila.
Osam je Sheridana uporabljeno u američkoj invaziji na Panamu 1989. (Operation Just Cause). Svi su na bojište dopremljeni uz pomoć transportnih aviona C-130 Hercules te izbačeni padobranima tehnikom Low-Velocity Airdrop (LVAD). Svih osam Sheridana u toj je operaciji rabljeno isključivo kao paljbena potpora pješaštvu što je omogućilo da se izbjegnu gubici.
Zadnja uporaba Sheridana u ratu bila je od 1990. do 1991. u operacijama Desert Shield i Desert Storm. Kako je kao predhodnica američkih snaga i interventna postrojba koja je trebala spriječiti iračku invaziju na Saudijsku Arabiju u Perzijski zaljev poslana 82. zračnodesantna divizija sa sobom su povezli i 51 Sheridana. Zapravo su Sheridani, spletom okolnosti, bili prva američka borbena vozila koja su stigla u Saudijsku Arabiju. Iako su mediji prikazivali Sheridane ukopane u zaklone kako čekaju iračke tenkove, niti jedan nije uporabljen u toj ulozi. Zapravo su rabljeni jako malo, i to uglavnom za izviđanja. Navodno su lansirali nekoliko Shillelagh vođenih projektila na iračke bunkere iako drugi izvori navode da ti projektili nikad nisu uporabljeni u borbi. Nakon Desert Storma Sheridani više nisu rabljeni u borbenim operacijama.

## Inačice

### M5551 NTC
Iako je veći broj Sheridana izgubljen u Vijetnamu, a dio predan 82. diviziji, na skladištima ih je ostalo više od tisuću ispravnih. Kako baš ne bi završili "na smetlištima" početkom osamdesetih godina prošlog stoljeća napravljen je program vizualne modifikalcije kako bi Sheridani iz veće udaljenosti sličili sovjetskim borbenim vozilima. Oko 330 tako prerađenih Sheridana označeno je kao M551 NTC, pri čemu kratica NTC označava Narional Training Center u Fort Irwingu (California). U literaturi se ta inačica još može naći i pod oznakom VISMOD (VISually MODified). Do početka 2004. svi su M551 NTC povučeni iz uporabe te zamijenjeni modificiranim M113 i M1 Abrams. Dio je razrezan, dio predan muzejima, a dio se i danas rabi kao mete.

### Ostale inačice
- XM551/M551 - osnovni model, početak proizvodnje 1967. Napravljeno samo 11 prototipa.
- M551A1 - Nadograđen M551 s AN/VVG-1 laserskim daljinomjerom.
  - M551A1 TTS - Tank Thermal Sight, opremljen s AN/VSG-2B termovizijom, ista termovizija koja je ugrađena u M60A3 tenk. Kasnije je ovo postao standard za sve M551A1 Sheridijane.
- M551 NTC - National Training Center. Na temelju M551 tijela postavljena je kupola s nekog sovjetskog tenka. Znan je i kao VISMOD (skračeno od VISually MODified). Služio je kao meta na poligonima. Povučeni su nakon sličnih primjena na M113 i M1 Abramsu.

## Konkurencija
Kao i mnogo puta do tada, ali i nakon toga, pokušaj da se stvori revolucionarno novo vozilo koje će svojim odlikama i borbenim mogućnostima premašiti sva druga vozila urodio je neuspjehom. Iako je po svim odlikama lako borbeno vozilo T92 bilo bolje od M551 (osim što nije moglo ploviti), američki su političari odlučili da američka vojska mora dobiti vozilo koje će po svemu biti bolje od sovjetskog konkurenta PT-76. Ugradnja mauzera M81 pokazala se kao totalni promašaj (i to ne samo na Sheridanu). Posade su na sve moguće načine izbjegavale svojim Sheridanima ući u vodu iako neki izvori tvrde da je nekoliko najodvažnijih zapovjednika natjeralo svoje posade da u Vijetnamu preplove neku manju rijeku širine 16 metara. Navodno su sva vozila uspješno prešla na drugu stranu rijeke ali su se pritom napunila vodom i da je rijeka bila malo šira, sigurno bi potonula.
S druge strane PT-76 se proslavio u nekoliko ratova te je i danas mjerilo svim ostalim lakim tenkovima. Uz to PT-76 je prodan u 25 država a Sheridan samo Singapuru. Za razliku od Sheridana nekoliko stotina PT-76 i danas je u operativnoj uporabi.